# WTA Surbiton
Das WTA Surbiton (offiziell: Surrey Championships) ist ein ehemaliges Damen-Tennisturnier der WTA Tour, das im Stadtteil Surbiton, London, Vereinigtes Königreich, ausgetragen wurde.

## Siegerliste

### Einzel
| Jahr | Siegerin       | Finalgegnerin     | Ergebnis |
| ---- | -------------- | ----------------- | -------- |
| 1981 | Betsy Nagelsen | Barbara Hallquist | 6:0, 6:4 |

### Doppel
| Jahr | Siegerinnen             | Finalgegnerinnen             | Ergebnis      |
| ---- | ----------------------- | ---------------------------- | ------------- |
| 1981 | Sue Barker Ann Kiyomura | Billie Jean King Ilana Kloss | 6:1, 6:7, 6:1 |